# Sociale agogiek
Sociale agogiek is de praktijktheorie van het professioneel interveniëren in psychosociale veranderingsprocessen. De verandering kan exagogisch (hulpverlening), anagogisch (vorming) of catagogisch (preventie) zijn. Het resultaat kan incidenteel & productgericht zijn  (het invullen van een document voor kinderbijslag) of structureel & procesgericht (de cliënt wordt versterkt in zijn probleemoplossende vaardigheid).  
Om de verandering mogelijk te maken hanteert de sociaal-agoog interactieve communicatie, relatie-opbouw en gesprekstechnieken (die ofwel vertrouwen opbouwen ofwel aanzetten tot actie).  Verandering komt er via het agogisch proces dat bestaat uit een reeks stappen: motivatie, diagnose, doelstellingen, strategiebepaling, uitvoering en evaluaties.